# Bildungszentrum der Bundeswehr
Das Bildungszentrum der Bundeswehr (BiZBw) ist eine Bundesoberbehörde im Geschäftsbereich des deutschen Bundesministeriums der Verteidigung (BMVg) mit Hauptsitz in Mannheim und weiteren Lehrbereichen in Berlin-Grünau, Bonn, Oberammergau und Nienburg. Dazu kommen im nachgeordneten Bereich aktuell zehn Bundeswehrfachschulen in Berlin, Hamburg, Hannover, Karlsruhe, Kassel, Koblenz, Köln, München, Naumburg, Würzburg sowie die Fachaufsicht über die fünf Auslandsschulen der Bundeswehr in El Paso und Sheppard (USA), Brunssum (Niederlande),  Le Luc (Frankreich) und Mons (Belgien). Eine weitere Auslandsschule der Bundeswehr befindet sich aktuell in Vilnius (Litauen) im Aufbau und wird voraussichtlich im Herbst 2025 in Dienst gestellt. Im Zuge der Neuausrichtung der Bundeswehr wurde das BiZBw zum 1. Januar 2013 eingerichtet. In ihm sind die ehemalige Bundesakademie für Wehrverwaltung und Wehrtechnik und die drei Bundeswehrverwaltungsschulen aufgegangen.

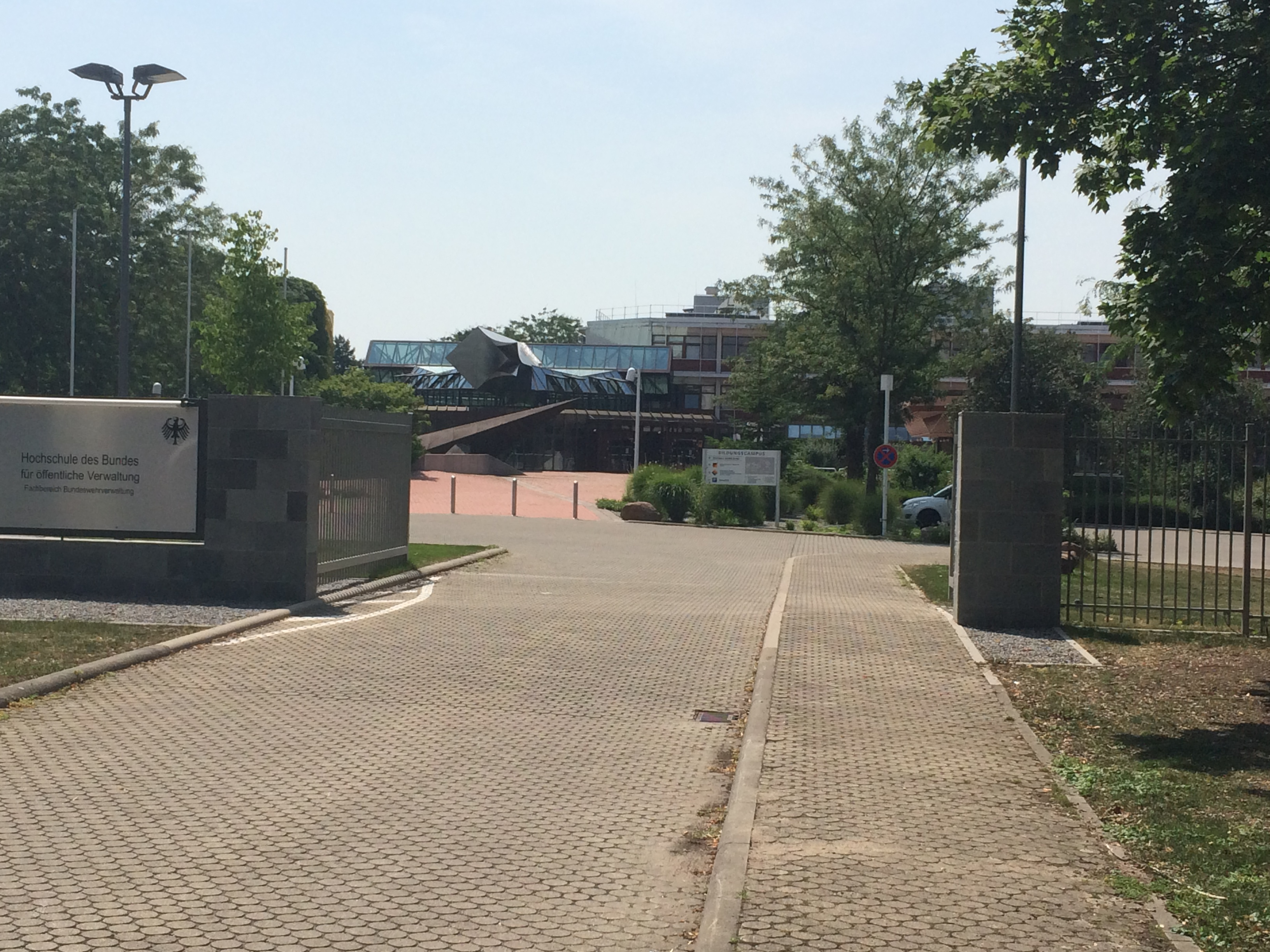
Bildungszentrum der Bundeswehr in Mannheim

Das Bildungszentrum verantwortet als Bundesoberbehörde den Bildungs- und Qualifizierungsprozess der Bundeswehr unterhalb der ministeriellen Ebene. Das BiZBw ist nicht nur das zentrale Aus-, Fort- und Weiterbildungsinstitut für das zivile Personal der Bundeswehr. Es vermittelt wirtschaftliches, juristisches und technisches Fachwissen auch an alle weiteren Angehörigen der Bundeswehr. Zudem berät es alle Organisationsbereiche der Bundeswehr in Angelegenheiten der Bildung, Qualifizierung und zivilberuflichen Anerkennung von in der Bundeswehr erworbenen Kompetenzen.

## Aufbau
Das BiZBw ist wie folgt organisatorisch aufgestellt:
- Leitung in Mannheim
- Zentralabteilung in Mannheim
- Abteilung I Wehrverwaltung in Mannheim
- Abteilung II Wehrtechnik in Mannheim
- Abteilung III Schulische Bildung
  - Lehrbereich 1 in Mannheim
  - Lehrbereich 2 in Berlin-Grünau
  - Lehrbereich 3 in Oberammergau
  - Lehrbereich 4 in Nienburg
- Abteilung IV Berufsbildung, Auslands- und Bundeswehrfachschulen in Bonn

Die zehn Bundeswehrfachschulen sowie die aktuell fünf Auslandsschulen der Bundeswehr sind nicht Teil des BiZBw, sondern selbständige nachgeordnete Dienststellen.